# 구강 궤양
구강 궤양(영어: mouth ulcer, canker sore) 또는 아프타(영어: aphtha, salt blister)는 입 속에서 나타나는 궤양이다.
아프타 궤양은 구강 궤양의 일종이다.

## 정의
구강 궤양이란 일반적으로 구강 내의 점막(혀, 잇몸, 입술과 뺨 안쪽등)에 생긴 염증성 질환을 통틀어 말한다. 그 원인으로는 세균, 바이러스, 곰팡이의 감염등이 있으며, 염증이 심할 경우에는 수포, 궤양 등을 가져오게 된다.

## 카다르성 구강 궤양
입속의 점막이 거칠어지고 빨갛게 부어 얼얼하면서 아프고, 자극이 강한 음식이나 음료를 먹으면 따갑고 고통스러워진다. 또한 끈적한 침이 많이 나오고 입안이 뜨끈해진다.

## 수포성 구강 궤양
구강내 수포형성을 하여 그 수포가 깨지면서 궤양을 형성하는데, Herpes감염증, 천포창 약진등이 그 원인이 될 수 있다. 입안의 점막에 작고 둥근 궤양이 많이 생기며 궤양이 생긴 부분이 아프게 되고 입 냄새는 심해지고 열이 높아지는 증상이 나타난다.

## 혀에 나타나는 구강 궤양
혀의 점막이 빨갛게 부어올라 얼얼하게 아프며, 심해지면 음식물을 섭취하지 못할 정도로 아프게 된다.

## 예방
구강염의 예방을 위해서는 구강청결제 사용, 비타민(특히 B12와 C) 섭취, 자극적인 음식 피하기 등이 있다.

## 같이 보기
- 로릴 황산 나트륨
- 아프타 궤양
- 구내염